# Kinopanorama (salle de cinéma)
Pour les articles homonymes, voir Kinopanorama.
Kinopanorama était une salle de cinéma réputée à Paris, située 60 avenue de La Motte-Picquet dans le 15e arrondissement. Elle fut ouverte de 1959 à 2002.

## Historique

### Splendid Palace
L'histoire du cinéma débute en 1919. Une salle de 1 500 places, le Splendid Palace, fait partie des lieux phare du quartier de Grenelle jusqu'en 1949. En 1922, il est rattaché au circuit Gaumont et modernisé en 1937, sa capacité passant à 1000 places.

### Kinopanorama
Inauguré en septembre 1959 à l’emplacement de l’ancien cinéma Splendid, le Kinopanorama occupait les premiers niveaux d'un immeuble d'habitation de dix étages construit la même année. La salle était l'œuvre d'un promoteur immobilier, Pierre Pinton, qui avait acheté le Splendid avant la démolition et se révéla par la suite un visionnaire devant marquer son époque et plusieurs générations de cinéphiles.
La salle de 1959 était peu commune. Ultra-moderne, grande sans être gigantesque (850 places sur trois niveaux), elle était équipée à l'origine pour le système Kinopanorama (un concurrent russe du Cinérama américain) avec une image provenant de trois projecteurs projetée sur un écran géant de 20 x 7,7 mètres et courbe d'une ouverture de 109°.
La technologie Kinopanorama innovait en utilisant 9 pistes magnétiques pour la reproduction du son (à la différence du Cinérama qui se limitait à 7 pistes) et 98 haut-parleurs.  
Des films Kinopanorama furent projetés sur l'écran géant de 20 mètres de base de base, en commençant par Deux heures en URSS, qui réalisa le score plus que respectable de 1 million de spectateurs en un an.
La salle exploita alors les films en utilisant trois pellicules 35 mm synchronisées.

### Cinérama Rive Gauche

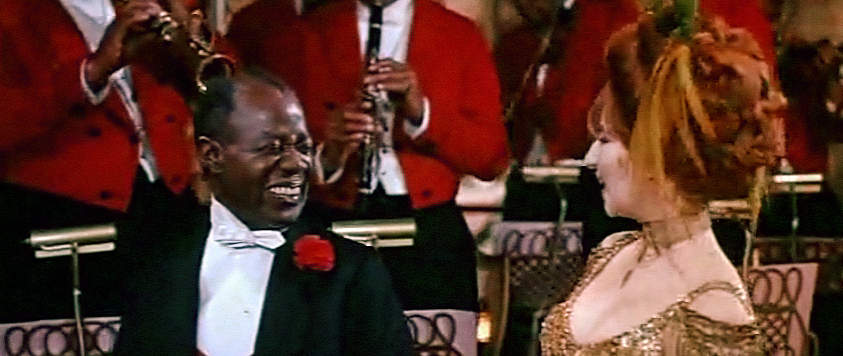
Hello, Dolly !(Todd AO).

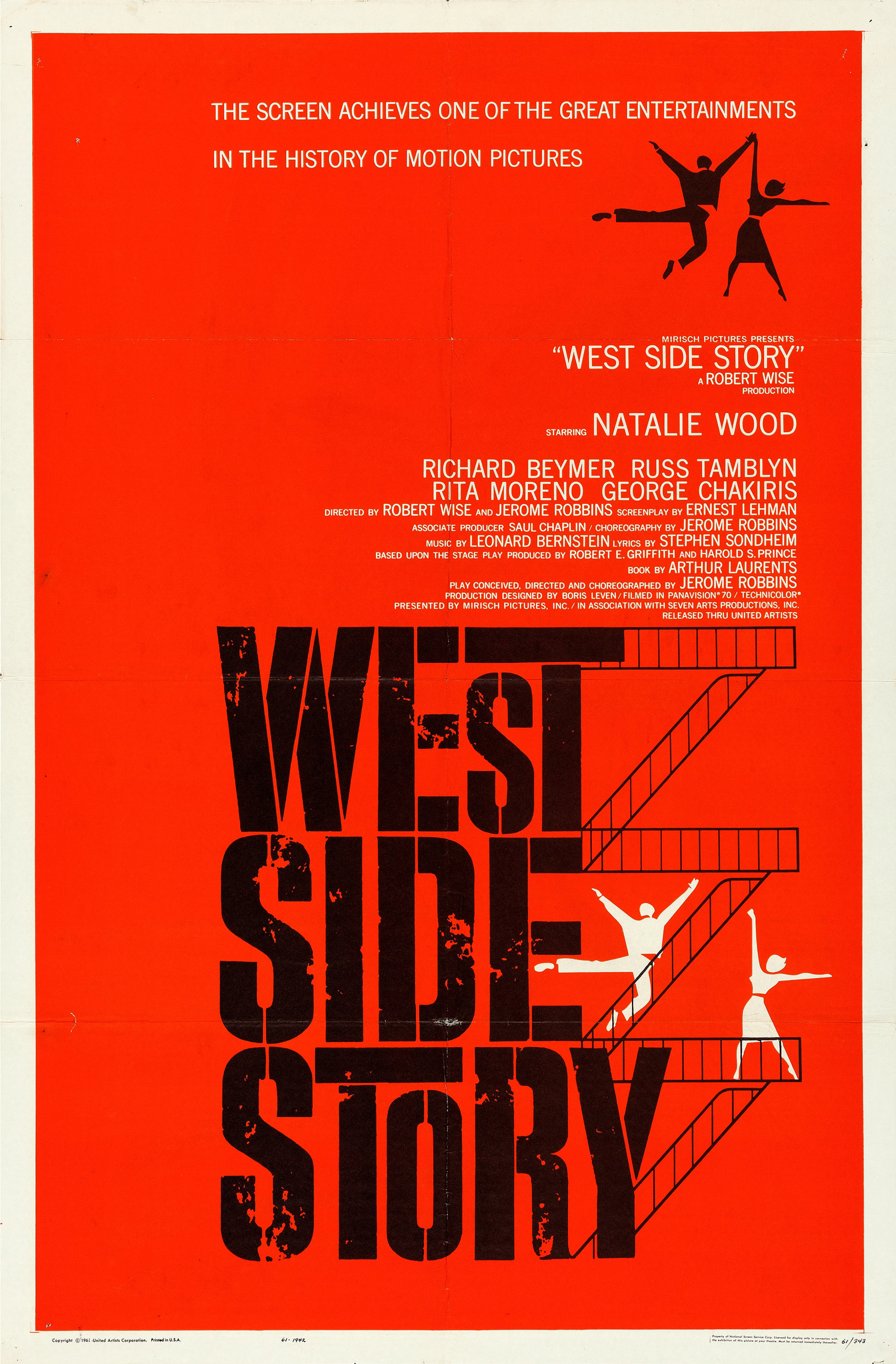
West Side Story (Panavision 70).

Autant en emporte le vent (70 mm).

Le Kinopanorama fut intégré un temps aux salles Cinérama de Paris, aux côtés des prestigieux Gaumont-Palace et Empire Cinérama, devenant alors le Cinérama Rive-Gauche. Le film de Gene Kelly Hello, Dolly ! (filmé en Todd-AO) y fut présenté en 1969-1970 sur écran géant et son stéréophonique 6 pistes magnétiques.

### 70 mm

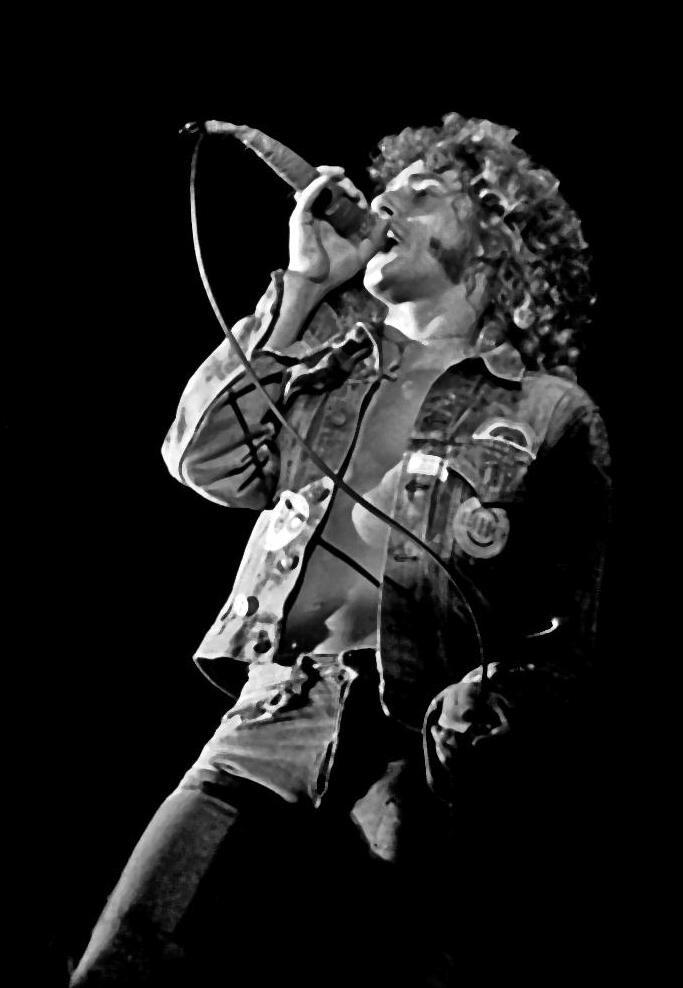
Tommy avec The Who (quatre pistes magnétiques).

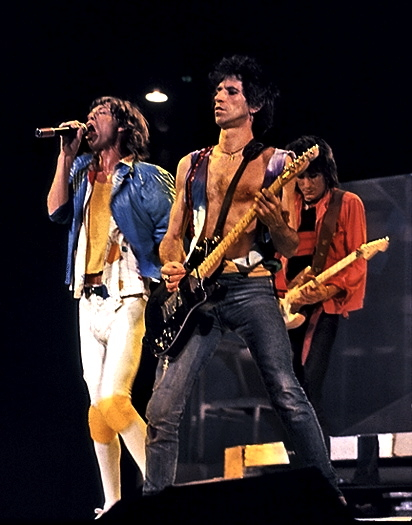
The Rolling Stones : Let's Spend the Night Together (70 mm six pistes magnétiques).

Le Kinopanorama, dirigé par Pierre et Josette Pinton, se tourna vers le 70 mm, format qui devint la technologie de référence pour l'industrie cinématographique américaine et russe. La salle s'orienta définitivement vers la projection 70 mm sur écran géant courbe avec quelques jolis succès dès 1965 : Guerre et Paix de Serge Bondartchouk filmé en 70 mm, Exodus et West Side Story filmés en Panavision 70, My Fair Lady et 2001, l'Odyssée de l'espace filmés en Super Panavision 70. Ajoutons également à ces titres : Autant en emporte le vent dont des tirages gonflés en 70 mm présentèrent une image au ratio 2,20:1 (tronquant le cadre d'origine 35 mm 1,37:1) , Tora ! Tora ! Tora !, Tremblement de terre (avec l'effet sonore spécial Sensurround), Tommy (quatre pistes magnétiques), La Tour infernale… 
Alors qu'il était prêt à fermer pour devenir un supermarché, la fortune du Kinopanorama fut faite en 1979 avec la sortie en 70 mm du Tambour de Volker Schlöndorff, Palme d'or 1979 à Cannes, en exclusivité, « Seul à Paris… sur écran géant », comme le vanta la publicité de l'époque. Le film resta onze semaines à l'affiche. Par la suite, The Rose connut un véritable triomphe dans cette salle, en « usant » plusieurs copies 70 mm pendant les 48 semaines d'exploitation pour un total de 264 000 spectateurs.
En 1982, avec Pink Floyd : The Wall puis, en 1983, avec The Rolling Stones : Let's Spend the Night Together, le Kinopanorama entamait une période particulièrement faste, au cours de laquelle il projeta de nombreuses exclusivités américaines en 70 mm, toutes très attendues, et dont la plupart connurent le succès. Entre autres : Révolution, Mission, La Forêt d'émeraude, Legend, Le Nom de la Rose, Dune, L'Année du dragon, Out of Africa, Greystoke ou Le Grand Bleu. À cette époque, le Kino était devenu la salle de référence pour les cinéphiles parisiens. On n'hésitait pas alors à parcourir des kilomètres, à attendre une heure, parfois plus, dans le froid, pour voir un film dans la seule salle digne de ce nom pour le cinéphile, celle qui offre version originale, 70 mm (la plupart du temps), écran géant de 20 mètres de base 24 mètres (beaucoup plus grand que ce que pouvaient proposer à l'époque les concurrents). Le nombre d'entrées annuelles évolua alors de 300 000 en 1981 à 450 000 en 1986.
Parallèlement, la mode revint aux grands écrans, et Paris vit l'ouverture du Forum Horizon en 1986 et le réaménagement du Max Linder l'année suivante, de capacités comparables, mais aux écrans plus petits. Ces deux salles, elles aussi équipées pour le 70 mm, connurent rapidement le succès, et programmèrent régulièrement les mêmes films que le Kino (Le Dernier Empereur, Les Incorruptibles, L'Ours), mais le Kino résista bien, approchant régulièrement les 20 000 entrées hebdomadaires pour les grosses sorties, même si le nombre d'entrées annuelles se tassa à 303 000 en 1987.

#### Rayonnement
Le Kinopanorama est visité « par de nombreux techniciens, et notamment des Américains, en raison du niveau technique de la cabine et des dimensions de l'écran » et fréquenté par des personnalités comme Sophia Loren, Valéry Giscard d'Estaing, François Mitterrand, Robert Badinter, Donald Sutherland, Robert Hossein, George Chakiris, Uma Thurman, etc.

#### Citation
« La meilleure façon de concurrencer la télévision, c'est d'offrir du grand spectacle, une qualité technique la plus parfaite possible [...]. Bref, ce qu'on ne peut recevoir à domicile ! » (Pierre Pinton, Le technicien du film et de la vidéo, 1983).

### Society of Motion Picture and Television Engineers (SMPTE)

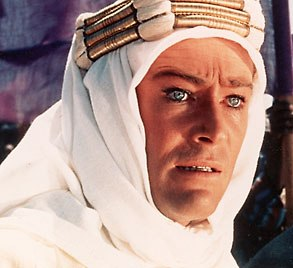
Lawrence d'Arabie (Super Panavision 70).

En 1989, le Kinopanorama entretient d'étroites relations avec la Society of Motion Picture and Television Engineers (SMPTE), organisme américain, de notoriété internationale, qui fait autorité en matière de normalisation et de contrôle dans l'industrie cinématographique. Avec l'aide de la SMPTE, le Kinopanorama s'équipe de nouvelles optiques de projection pour le format 70 mm et présente la version restaurée du chef-d'œuvre (7 oscars) de Sir David Lean : Lawrence d'Arabie. Le tournage du film avait été effectué en Super Panavision 70 et la version restaurée de 1989 comportait 21 minutes supplémentaires.

### Cinema Digital Sound (CDS)
Le Cinema Digital Sound (CDS) est une technique développée par Kodak, c'est la première application du son numérique au cinéma et une des plus performantes en format 35 mm. 
Cette technique est caractérisée par la présence de six pistes numériques sur le film. En 1991, The Doors d'Oliver Stone est le premier film en 35 mm présenté en Cinema Digital Sound - 6 pistes numériques.
Principales caractéristiques techniques du CDS  :
- Frequency response : 20 Hz - 20 kHz (+/- 0,5 dB)
- Dynamic range : 90 dB
- Number of digital soundtracks : 6 (5.1)
- Channel separation : 90 dB

The Doors est le premier film en 35 mm présenté en Cinema Digital Sound. Cette technologie est caractérisée par la présence de 6 pistes numériques sur le film. En 1991, avec le film d'Oliver Stone, The Doors, le Kinopanorama à Paris est la première salle en France à présenter un film en Cinema Digital Sound - 6 pistes numériques.
Le public sera au rendez-vous. Le Kinopanorama sera classé en tête des salles parisiennes.

### LC Concept
Le Kinopanorama est repris par la Gaumont en juillet 1991. Gaumont équipe alors de la salle de la technologie de son numérique LC Concept inventé par Pascal Chédeville et Elisabeth Löchen. 
Durant l'automne 1991, le film de Wim Wenders Jusqu'au bout du monde est projeté sur écran géant avec cette technologie. 
Le LC Concept repose sur la synchronisation par timecode entre la pellicule 35 mm du film projeté et un disque magnéto-optique de type CD-ROM.

### Gaumont Kinopanorama

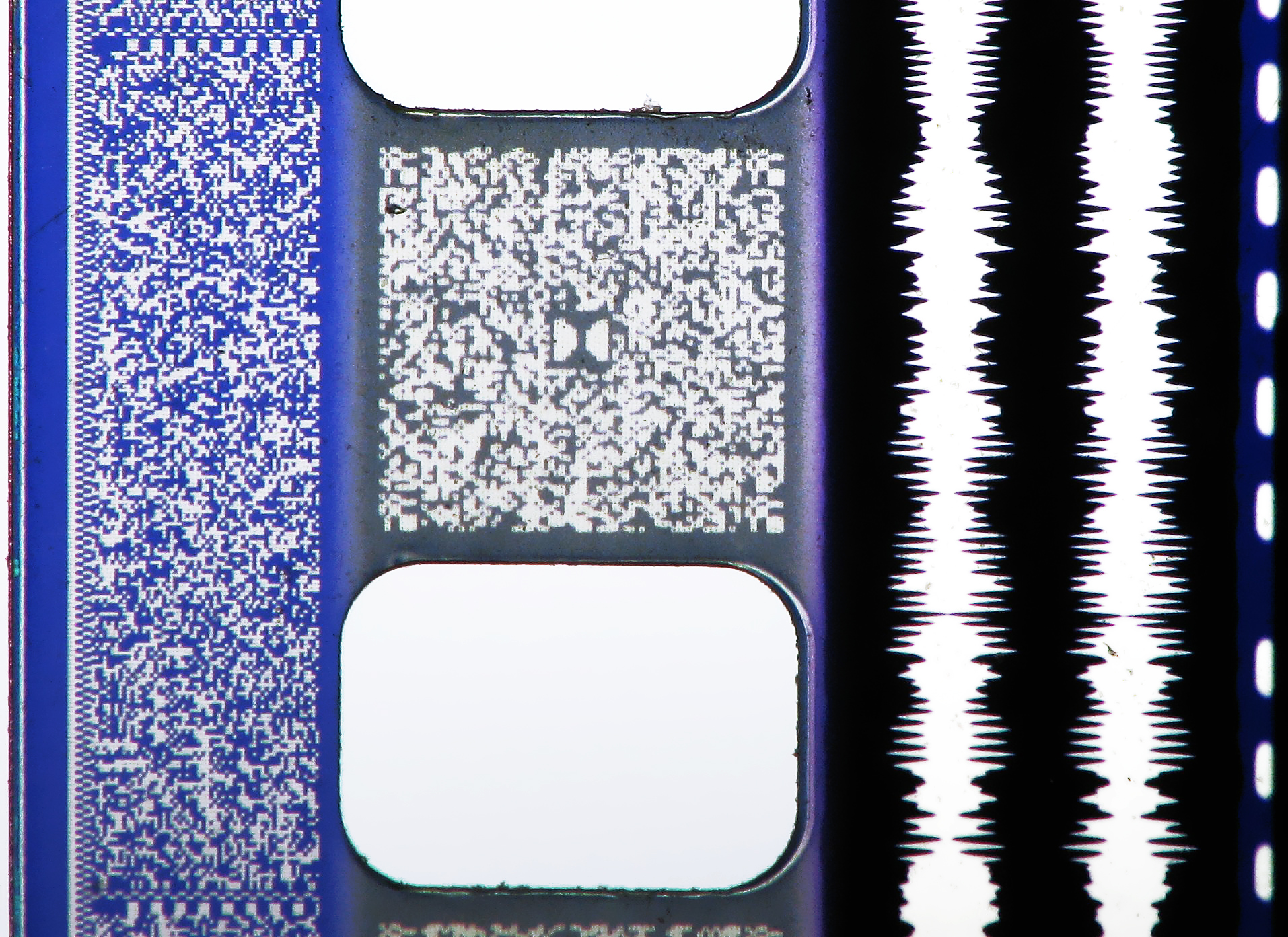
La photo d'une copie 35 mm du film montrant les quatre formats audio.

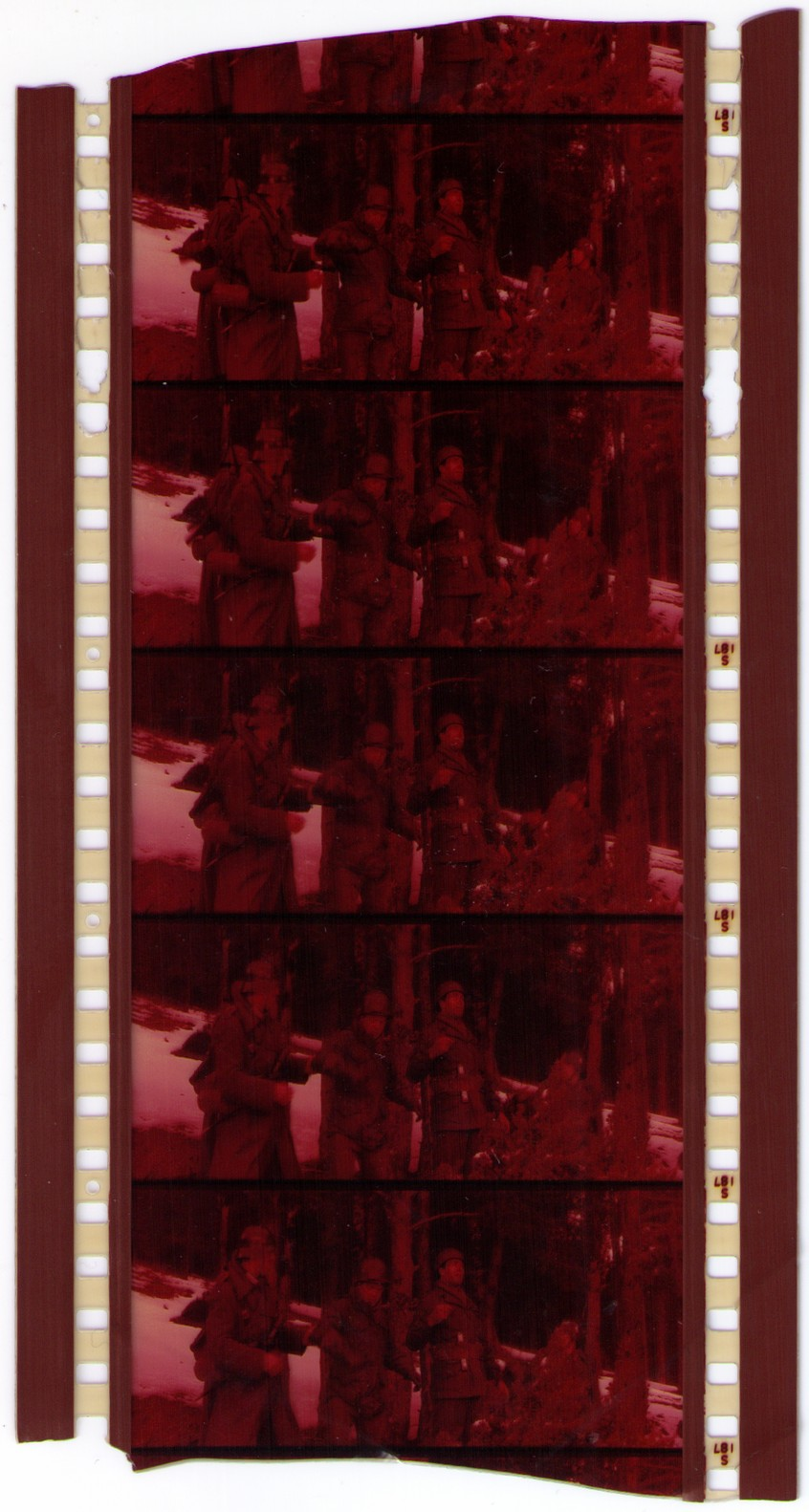
Film 70 mm.

Le Kinopanorama ferme durant l'été 1992 et rouvre ses portes en septembre 1992, sous le nom de Gaumont Grand-Écran Grenelle, avec la projection d'Impitoyable, pour faire écho au Gaumont Grand-Écran Italie ouvert place d'Italie. Il est cependant rapidement rebaptisé Gaumont Kinopanorama.

#### Rénovation
La salle est entièrement rénovée par la Gaumont durant l'été 1992.
- Le confort est amélioré avec la suppression de 100 places non conformes aux recommandations de la CST. Le nombre de fauteuils est fixé à 500.

- L'acoustique de la salle est entièrement revue et corrigée.

- La sonorisation est perfectionnée avec l'installation d'enceintes James B. Lansing (JBL) approuvée par Lucasfilm Ltd : JBL Professional Series 4675 C Cinema Loudspeaker System, JBL Professional Series 4688 TCB Subwoofer System.

- Un spectacle laser est présenté avant chaque projection.

- Enfin, un bar VIP est installé au balcon.

#### Écran géant
- Le cadre de l'écran d'origine est conservé (écran géant de 20 x 7,7 mètres et courbe d'une ouverture de 109°)[2] et est équipé de caches verticaux et horizontaux.

#### 70 mm
Le Gaumont Kinopanorama est équipé pour la projection 70 mm :
- Démonstrations de projection 70 mm sur écran géant (20 x 7,7 mètres et courbe d'une ouverture de 109°)[2]
- La Chute de l'Empire romain (extrait)
- Directeur de la photographie : Robert Krasker
- Ultra Panavision 70[15]

À partir du 21 octobre 1992, présentation en 70 mm de l'adaptation par les studios Disney de La Belle et la Bête. 

#### Son numérique
Le Gaumont Kinopanorama est équipé des technologies de son numérique :
- Sony Dynamic Digital Sound (SDDS) - Sony
- Digital Theater System (DTS)
- Dolby Digital - Dolby

#### Palmes d'or
Le Gaumont Kinopanorama entame alors une période particulièrement prestigieuse avec la projection en exclusivité et sur écran géant de plusieurs palmes d'or :
- Adieu ma concubine
- La leçon de piano
- Pulp fiction

Le Tout-Paris est au rendez-vous et le Gaumont Kinopanorama tourne à guichets fermés.

### Europalaces
En juin 2001, la salle est reprise par le groupe Europalaces.
Face à l'essor des multiplex à travers la capitale, le Kinopanorama ferme le 9 juillet 2002 à 20 heures, pour être remplacé par un McDonald's, jugé plus rentable. C'est finalement un espace événementiel qui le remplace, puis une salle de sports.